# Ruslan und Ljudmila (Oper)
Ruslan und Ljudmila ist eine „phantastische Oper“ in fünf Akten (acht Bildern) mit der Musik von Michail Glinka mit einem Libretto von Nestor Kukolnik und anderen nach dem gleichnamigen Poem von Alexander Sergejewitsch Puschkin. Sie wurde erstmals am 9. Dezember 1842 im Bolschoi-Theater in St. Petersburg aufgeführt.

## Handlung

### Erster Akt
Prunkvoller großfürstlicher Festsaal in Kiew
In Swetosars Festsaal in Kiew findet die Hochzeitsfeier Ruslans und Ljudmilas statt. Die Gäste hören Bajan an, der in einem Lied dem Brautpaar Unglück, gefolgt vom Glück echter Liebe, prophezeit. Ljudmila, traurig darüber, dass sie Swetosar, ihren Vater, verlassen muss, tröstet Farlaf und Ratmir, die erfolglos um ihre Hand anhielten, und schwört Ruslan Treue. Swetosar segnet das Paar. Plötzlich erlischt alles Licht, und es gibt einen Donnerschlag. Alle sind wie durch einen Zauber erstarrt, zwei Ungeheuer entführen Ljudmila. Als wieder Licht scheint und alle zu sich kommen, sind alle über Ljudmilas Verschwinden bestürzt. Swetosar verspricht demjenigen, der ihm seine Tochter wiedergebe, die Hälfte seines Reiches und Ljudmilas Hand. Die drei Freier erklären sich bereit, Ljudmila zu finden.

### Zweiter Akt
Erstes Bild. Finns Höhle
Ruslan kommt zur Höhle Finns, eines guten Zauberers, der ihm erzählt, dass der böse Zauberer Tschernomor mit Ljudmila entflohen ist und dass Ruslan derjenige ist, der ihn besiegen wird. Ruslan fragt Finn, warum er an diesem menschenverlassenen Orte lebt, und Finn erzählt ihm eine Geschichte, die sich vor vielen Jahren zutrug. Als er junger Schafhirte in seiner fernen Heimat (Finn = Finne) war, verliebte er sich in die schöne junge Naina. Als sie seine Liebe zurückwies, ging er fort, um in Kämpfen Ruhm und Reichtum zu erlangen. Als er, erfolgreich, nach zehn Jahren zurückkam, wies Naina seine Liebe abermals zurück. Finn widmete sich dem Studium der Zauberei. Nach Jahren langen Studiums wandte er seine Kräfte an, um Naina herbeizurufen und sie in sich verliebt zu machen. Der Zauber gelang, jedoch war Naina nunmehr eine bucklige Greisin mit wackelndem Kopfe. Entsetzt und traurig darüber, verließ Finn sie auf der Stelle. Seitdem verfolge Naina ihn mit ihrer Rache, sicherlich werde sie ihre Rachsucht auch auf Ruslan übertragen. Finn versichert Ruslan der Treue und Unversehrtheit Ljudmilas und rät ihm, sie im Norden zu suchen. Ruslan zieht weiter.
Zweites Bild. Öde Gegend
Der ängstliche Farlaf trifft Naina, die ihn anweist, nach Hause zurückzukehren und dort ihrer zu harren. Sie werde ihm Ljudmila bringen und Ruslan weit weg führen.
Drittes Bild. Weites Feld
Ruslan kommt in eine nebelumhüllte Wüste, deren Boden mit Waffen und Knochen aus vergangenen Kämpfen bestreut ist, und fragt sich, woher sie kommen und ob ihm ein ähnliches Ende beschieden ist. Er nimmt sich einen neuen Schild und einen neuen Speer, um seine alten, zerbrochenen Waffen zu ersetzen, jedoch sind alle Schwerter ihm zu leicht. Der Nebel lichtet sich und gibt den Blick auf einen riesigen Kopf frei. Dieser bläst mit aller Kraft auf Ruslan, um diesen zu vertreiben. Ruslan trifft den Kopf mit dem Speere, der Kopf fällt und enthüllt ein Schwert, das Ruslan an sich nimmt. Vom sterbenden Kopfe erfährt Ruslan, dass dieser einst ein Riese war und dass sein Bruder der böse Zauberer Tschernomor ist. Ein Schwert sollte beiden Brüdern den Tod bringen, aber Tschernomor sann darauf, dem Schicksal zu entgehen. Als der Riese das Schwert beschafft hatte, köpfte er listig den Bruder und brachte dessen Kopf in die entlegene Wüste, um unter ihm das Schwert aufzubewahren. Der Kopf ruft Ruslan auf, Rache zu üben.

### Dritter Akt
Nainas Zauberschloss
Junge Mädchen locken Reisende in Nainas Trugschloss. Gorislawa kommt, Ratmir suchend, der sie gefangen nahm und dann verließ. Als sie sich für eine kurze Weile entfernt, taucht Ratmir auf und verfällt sofort dem Zauber der Mädchen, die ihn durch Tanz verführen. Ruslan, der bald erscheint, vergisst Ljudmila, als er Gorislawa sieht. Plötzlich erscheint Finn, die Mädchen verschwinden. Er erinnert Ratmir und Ruslan, dass das Schicksal ihnen zum Glücke Gorislawa und Ljudmila bestimmt hat. Auf einen Wink seines Zauberstabes verwandelt sich das Schloss in einen Wald.

### Vierter Akt
Tschernomors Zaubergärten
In Tschernomors Zaubergärten gefangen, sehnt Ljudmila sich nach Ruslan und widersetzt sich der verwunschenen Umgebung. Tschernomor mit Begleitung erscheint, es werden Tänze aufgeführt. Eine Trompete erschallt, Tschernomor zum Kampfe auffordernd. Tschernomor versenkt Ljudmila in einen Zauberschlaf und eilt weg. Kurz darauf erscheint Ruslan, Tschernomors langen Bart um seinen Helm gewickelt. Obwohl Tschernomor tot ist, dauert Ljudmilas Schlaf an, also beschließen Ruslan, Ratmir und Gorislawa, bei Kiews Heilkünstlern Rat zu suchen.

### Fünfter Akt
Erstes Bild. Nachtlager in einem Tal
In einem mondbeschienenen Tale haben Ruslan, Ratmir und Gorislawa (mit Ljudmila) sich für die Nacht niedergelassen. Ratmir, der Wache steht, ist glücklich, wieder mit Gorislawa vereint zu sein, und besorgt, dass Ruslan Ljudmila nicht zu erwecken vermag. Plötzlich berichten Sklaven, dass Ljudmila nochmals entführt worden ist und dass Ruslan aufgebrochen ist, um sie zu suchen. Finn erscheint und verrät Ratmir, dass Ljudmila diesmal durch Naina entführt wurde, und gibt Ratmir einen Zauberring, mit dessen Hilfe Ruslan Ljudmila in Kiew erwecken wird.
Zweites Bild. Festsaal in Kiew
Ljudmila liegt schlafend in Swetosars Festsaal. Farlaf brachte sie nach Kiew, um als ihr Retter dazustehen, konnte sie jedoch nicht aufwecken. Man hört Reiter sich nähern, sogleich erscheinen Ruslan, Ratmir und Gorislawa. Ruslan nähert sich Ljudmila und erweckt sie mit Hilfe des Zauberringes. Der Festsaal macht einer Aussicht aufs alte Kiew Platz. Das Volk preist die Götter, das Vaterland und das junge Paar.

## Instrumentation
Die Orchesterbesetzung der Oper enthält die folgenden Instrumente:
- Holzbläser: Piccoloflöte, zwei Flöten, zwei Oboen (2. auch Englischhorn), zwei Klarinetten, zwei Fagotte, Kontrafagott
- Blechbläser: vier Hörner, zwei Trompeten, drei Posaunen
- Pauken, Schlagzeug: Große Trommel, Kleine Trommel, Tamburin, Becken, Glockenspiel, Triangel
- Glasharmonika
- Klavier
- Harfe
- Streicher
- Bühnenmusik: Piccoloflöte, zwei Flöten, zwei Oboen, kleine Klarinette, Bassetthorn, Bassklarinette, vier Hörner, zwei Althörner, zwei Tenorhörner, Basshorn, drei Kornette, vier Trompeten, drei Posaunen, zwei Tuben, Basstuba, Schlagzeug (große Trommel, kleine Trommel, Tamburin, Becken, Triangel)